# 한라솜다리
한라솜다리는 솜다리의 변종이다. 한라산 정상 근처의 바위지대에 드물게 자생한다.
1. 1 2  국립생물자원관. “한라솜다리”. 《한반도의 생물다양성》. 대한민국 환경부.